# Indywidualne Mistrzostwa Polski na Żużlu 1984

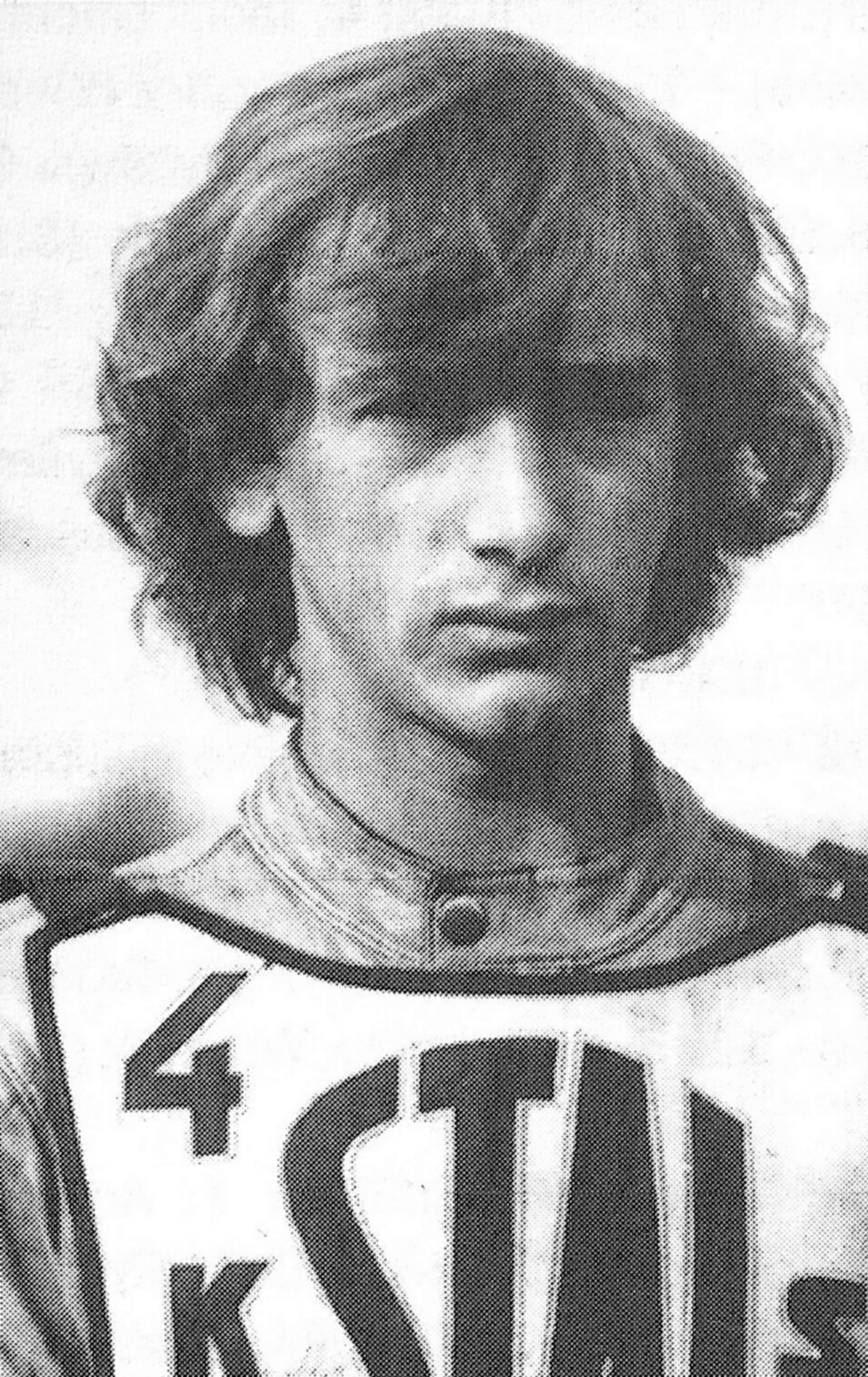
Indywidualny mistrz Polski na żużlu 1984, Zenon Plech

Indywidualne Mistrzostwa Polski na Żużlu 1984 – zawody żużlowe zorganizowane przez Polski Związek Motorowy w celu wyłonienia medalistów indywidualnych mistrzostw Polski w sezonie 1984. Rozegrano cztery turnieje ćwierćfinałowe, dwa półfinały oraz finał, w którym zwyciężył Zenon Plech.

## Ćwierćfinały

### Ostrów Wielkopolski (1)
- Ostrów Wielkopolski, 21 lipca 1984(dts)
- Sędzia: Józef Musiał
- NCD: 73,0 s. – Roman Jankowski (19 bieg)

| Msc. | Zawodnik                 | Klub                  | Pkt |             |  |
| ---- | ------------------------ | --------------------- | --- | ----------- |  |
| 1    | Roman Jankowski          | Unia Leszno           | 15  | (3,3,3,3,3) |  |
| 2    | Eugeniusz Błaszak        | Stal Rzeszów          | 12  | (3,2,2,2,3) |  |
| 3    | Janusz Stachyra          | Stal Rzeszów          | 10  | (1,3,0,3,3) |  |
| 4    | Jacek Brucheiser         | Ostrovia Ostrów Wlkp. | 10  | (3,1,3,1,2) |  |
| 5    | Franciszek Jaziewicz     | Ostrovia Ostrów Wlkp. | 10  | (2,2,2,3,1) |  |
| 6    | Stefan Żeromski          | Falubaz Zielona Góra  | 10  | (1,2,3,2,2) |  |
| 7    | Eugeniusz Miastkowski    | Apator Toruń          | 8+3 | (3,2,1,0,2) |  |
| 8    | Włodzimierz Heliński     | Unia Leszno           | 8+2 | (0,3,2,0,3) |  |
| 9    | Kazimierz Wójcik         | Start Gniezno         | 8+1 | (0,0,3,3,2) |  |
| 10   | Paweł Waloszek           | Śląsk Świętochłowice  | 6   | (2,3,1,u,0) |  |
| 11   | Marek Kępa               | Start Gniezno         | 6   | (1,1,1,2,1) |  |
| 12   | Józef Górski             | Unia Tarnów           | 5   | (0,1,2,2,0) |  |
| 13   | Jan Krzystyniak          | Falubaz Zielona Góra  | 4   | (2,w,1,1,0) |  |
| 14   | Mieczysław Woźniak       | Stal Gorzów Wlkp.     | 4   | (2,1,0,0,1) |  |
| 15   | Henryk Bem               | ROW Rybnik            | 2   | (1,0,0,1,d) |  |
| 16   | Bernard Jąder            | Unia Tarnów           | 2   | (0,0,0,1,1) |  |
|      | rez. Adam Janik          | Stal Rzeszów          |     | (–)         |  |
|      | rez. Andrzej Szczepaniak | Ostrovia Ostrów Wlkp. |     | (–)         |  |

### Lublin (2)
- Lublin, 21 lipca 1984(dts)
- Sędzia: Ryszard Bielecki
- NCD: 74,8 s. – Robert Słaboń (11 bieg)

| Msc. | Zawodnik             | Klub                  | Pkt |             |  |
| ---- | -------------------- | --------------------- | --- | ----------- |  |
| 1    | Piotr Pyszny         | ROW Rybnik            | 12  | (1,3,3,2,3) |  |
| 2    | Antoni Krzywonos     | Stal Rzeszów          | 12  | (3,3,1,3,2) |  |
| 3    | Ryszard Czarnecki    | Stal Rzeszów          | 12  | (3,2,2,3,2) |  |
| 4    | Bogusław Nowak       | Stal Gorzów Wlkp.     | 10  | (3,1,0,3,3) |  |
| 5    | Zdzisław Rutecki     | Polonia Bydgoszcz     | 10  | (0,3,3,2,2) |  |
| 6    | Robert Słaboń        | Motor Lubin           | 9   | (2,2,3,1,1) |  |
| 7    | Krzysztof Grzelak    | Stal Gorzów Wlkp.     | 9   | (1,2,2,1,3) |  |
| 8    | Zbigniew Studziński  | Motor Lublin          | 8   | (3,0,3,1,1) |  |
| 9    | Antoni Skupień       | ROW Rybnik            | 8   | (1,0,1,3,3) |  |
| 10   | Zbigniew Bizoń       | Polonia Bydgoszcz     | 7   | (0,2,2,2,1) |  |
| 11   | Marek Ziarnik        | Polonia Bydgoszcz     | 7   | (2,1,1,1,2) |  |
| 12   | Józef Kafel          | Włókniarz Częstochowa | 6   | (w,3,2,0,1) |  |
| 13   | Wojciech Załuski     | Kolejarz Opole        | 5   | (2,0,1,2,0) |  |
| 14   | Marian Wardzała      | Unia Tarnów           | 3   | (2,1,0,0,0) |  |
| 15   | Andrzej Surowiec     | Stal Rzeszów          | 2   | (1,1,0,0,0) |  |
| 16   | Marian Witelus       | Kolejarz Opole        | 0   | (0,d,d)     |  |
| –    | rez. Piotr Pawłowski | Motor Lublin          | 0   | (0,0)       |  |

### Zielona Góra (3)
- Zielona Góra, 21 lipca 1984(dts)
- Sędzia: Stanisław Pieńkowski
- NCD: 72,0 s. – Maciej Jaworek (1 bieg)

| Msc. | Zawodnik            | Klub                  | Pkt |             |  |
| ---- | ------------------- | --------------------- | --- | ----------- |  |
| 1    | Wiesław Pawlak      | Falubaz Zielona Góra  | 14  | (3,3,3,2,3) |  |
| 2    | Maciej Jaworek      | Falubaz Zielona Góra  | 13  | (3,2,3,3,2) |  |
| 3    | Leonard Raba        | Kolejarz Opole        | 11  | (1,2,3,3,2) |  |
| 4    | Tadeusz Wiśniewski  | Apator Toruń          | 11  | (2,3,2,1,3) |  |
| 5    | Bronisław Klimowicz | ROW Rybnik            | 11  | (2,3,1,2,3) |  |
| 6    | Jerzy Kochman       | Śląsk Świętochłowice  | 10  | (2,0,2,3,3) |  |
| 7    | Marek Bzdęga        | Unia Leszno           | 10  | (3,2,3,1,1) |  |
| 8    | Karol Lis           | Kolejarz Opole        | 9   | (3,3,0,3,d) |  |
| 9    | Krzysztof Zarzecki  | Śląsk Świętochłowice  | 6+3 | (1,1,2,1,1) |  |
| 10   | Grzegorz Sterna     | Unia Leszno           | 6+2 | (1,1,0,2,2) |  |
| 11   | Ryszard Kowalski    | GKM Grudziądz         | 6+1 | (2,1,1,2,0) |  |
| 12   | Jan Nowak           | ROW Rybnik            | 5   | (0,1,2,0,2) |  |
| 13   | Mirosław Ćwikła     | Ostrovia Ostrów Wlkp. | 4   | (u,2,1,0,1) |  |
| 14   | Jan Woźnicki        | Apator Toruń          | 3   | (1,0,1,1,0) |  |
| 15   | Dariusz Bieda       | Włókniarz Częstochowa | 1   | (0,0,0,0,1) |  |
| 16   | Krzysztof Kałuża    | Sparta Wrocław        | 0   | (0,0,0,0,0) |  |

### Grudziądz (4)
- Grudziądz, 21 lipca 1984(dts)
- Sędzia: Irena Nadolna
- NCD: 71,3 s. – Jerzy Rembas (4 bieg)

| Msc. | Zawodnik                 | Klub              | Pkt |             |  |
| ---- | ------------------------ | ----------------- | --- | ----------- |  |
| 1    | Lech Kędziora            | GKM Grudziądz     | 13  | (3,3,3,2,2) |  |
| 2    | Wojciech Żabiałowicz     | Apator Toruń      | 12  | (3,3,1,3,2) |  |
| 3    | Czesław Piwosz           | Unia Leszno       | 12  | (2,3,2,3,2) |  |
| 4    | Jerzy Rembas             | Stal Gorzów Wlkp. | 11  | (3,2,0,3,3) |  |
| 5    | Stanisław Miedziński     | Apator Toruń      | 11  | (2,2,3,1,3) |  |
| 6    | Czesław Miastkowski      | GKM Grudziądz     | 10  | (1,2,2,2,3) |  |
| 7    | Grzegorz Kuźniar         | Stal Rzeszów      | 9   | (3,1,1,1,3) |  |
| 8    | Marek Makowski           | GKM Grudziądz     | 7   | (1,3,1,2,w) |  |
| 9    | Ryszard Franczyszyn      | Stal Gorzów Wlkp. | 7   | (2,0,2,1,2) |  |
| 10   | Grzegorz Dzikowski       | Wybrzeże Gdańsk   | 6   | (0,2,3,0,1) |  |
| 11   | Dariusz Stenka           | Wybrzeże Gdańsk   | 6   | (2,1,3,w,d) |  |
| 12   | Krzysztof Nurzyński      | Motor Lublin      | 5   | (1,1,0,3,0) |  |
| 13   | Leon Kujawski            | Start Gniezno     | 3   | (0,1,1,0,1) |  |
| 14   | Piotr Podrzycki          | Start Gniezno     | 1   | (1,u,w,u)   |  |
| 15   | Piotr Styczyński         | Motor Lublin      | 0   | (0,0,0,0,0) |  |
| 16   | Ryszard Buśkiewicz       | Unia Leszno       | 0   | (w,0)       |  |
| –    | rez. Andrzej Maroszek    | Polonia Bydgoszcz | 5   | (2,2,1)     |  |
| –    | rez. Ryszard Fabiszewski | Polonia Bydgoszcz | 1   | (0,1)       |  |

## Półfinały

### Opole (1)
- Opole, 1 września 1984(dts)
- Sędzia: Aleksander Chmielewski
- NCD: 65,8 s. – Zdzisław Rutecki (3 bieg)

| Msc. | Zawodnik             | Klub                 | Pkt |              |  |
| ---- | -------------------- | -------------------- | --- | ------------ |  |
| 1    | Leonard Raba         | Kolejarz Opole       | 14  | (3,3,3,2,3)  |  |
| 2    | Piotr Pyszny         | ROW Rybnik           | 12  | (2,2,2,3,3)  |  |
| 3    | Bogusław Nowak       | Stal Gorzów Wlkp.    | 12  | (2,2,3,3,2)  |  |
| 4    | Zdzisław Rutecki     | Polonia Bydgoszcz    | 11  | (3,3,2,3,u)  |  |
| 5    | Tadeusz Wiśniewski   | Apator Toruń         | 11  | (3,2,1,2,3)  |  |
| 6    | Maciej Jaworek       | Falubaz Zielona Góra | 10  | (1,3,3,2,1)  |  |
| 7    | Antoni Skupień       | ROW Rybnik           | 10  | (2,3,2,1,2)  |  |
| 8    | Zenon Kasprzak       | Unia Leszno          | 9   | (3,1,2,2,1)  |  |
| 9    | Wiesław Pawlak       | Falubaz Zielona Góra | 8   | (1,0,3,3,1)  |  |
| 10   | Jerzy Kochman        | Śląsk Świętochłowice | 7   | (2,1,1,1,2)  |  |
| 11   | Marek Bzdęga         | Unia Leszno          | 6   | (1,1,1,0,3)  |  |
| 12   | Karol Lis            | Kolejarz Opole       | 3   | (0,2,0,1,0)  |  |
| 13   | Krzysztof Grzelak    | Stal Gorzów Wlkp.    | 3   | (0,w,1,0,2)  |  |
| 14   | Krzysztof Zarzecki   | Śląsk Świętochłowice | 3   | (1,0,0,1,1)  |  |
| –    | rez. Bernard Dropała | Kolejarz Opole       | 1   | (u,1,0,0,0,) |  |
|      | Ryszard Czarnecki    | Stal Rzeszów         |     | (qns)        |  |
|      | Antoni Krzywonos     | Stal Rzeszów         |     | (qns)        |  |

### Gniezno (2)
- Gniezno, 1 września 1984(dts)
- Sędzia: Irena Nadolna
- NCD: 68,7 s. – Roman Jankowski (3 bieg)

| Msc. | Zawodnik              | Klub                  | Pkt |             |  |
| ---- | --------------------- | --------------------- | --- | ----------- |  |
| 1    | Roman Jankowski       | Unia Leszno           | 14  | (3,3,3,3,2) |  |
| 2    | Jerzy Rembas          | Stal Gorzów Wlkp.     | 13  | (2,2,3,3,3) |  |
| 3    | Włodzimierz Heliński  | Unia Leszno           | 13  | (2,3,2,3,3) |  |
| 4    | Zenon Plech           | Wybrzeże Gdańsk       | 11  | (3,1,3,1,3) |  |
| 5    | Wojciech Żabiałowicz  | Apator Toruń          | 11  | (2,2,3,2,2) |  |
| 6    | Bolesław Proch        | Polonia Bydgoszcz     | 9   | (2,3,2,1,1) |  |
| 7    | Lech Kędziora         | GKM Grudziądz         | 8+3 | (1,2,2,2,1) |  |
| 8    | Andrzej Huszcza       | Falubaz Zielona Góra  | 8+d | (3,1,1,3,0) |  |
| 9    | Stanisław Miedziński  | Apator Toruń          | 7   | (1,1,2,2,1) |  |
| 10   | Eugeniusz Błaszak     | Stal Rzeszów          | 6   | (1,d,d,2,3) |  |
| 11   | Janusz Stachyra       | Stal Rzeszów          | 6   | (3,2,1,0,0) |  |
| 12   | Stefan Żeromski       | Falubaz Zielona Góra  | 5   | (1,3,1,0,0) |  |
| 13   | Franciszek Jaziewicz  | Ostrovia Ostrów Wlkp. | 4   | (0,1,1,u,2) |  |
| 14   | Jacek Brucheiser      | Ostrovia Ostrów Wlkp. | 2   | (0,0,0,0,2) |  |
| 15   | Czesław Miastkowski   | GKM Grudziądz         | 2   | (d,0,0,1,1) |  |
| 16   | Eugeniusz Miastkowski | Apator Toruń          | 1   | (0,0,0,1)   |  |
| –    | rez. Kazimierz Wójcik | Start Gniezno         | 0   | (u)         |  |

## Finał
- Gorzów Wielkopolski, 16 września 1984(dts)
- Sędzia: Józef Rzepa
- NCD: 66,9 s. – Jerzy Rembas (5 bieg)

| Msc.   | Zawodnik                  | Klub                 | Pkt  |             |  |
| ------ | ------------------------- | -------------------- | ---- | ----------- |  |
| złoto  | Zenon Plech               | Wybrzeże Gdańsk      | 14   | (3,3,3,2,3) |  |
| srebro | Jerzy Rembas              | Stal Gorzów Wlkp.    | 13+3 | (3,3,2,3,2) |  |
| brąz   | Andrzej Huszcza           | Falubaz Zielona Góra | 13+2 | (3,2,3,3,2) |  |
| 4      | Bolesław Proch            | Polonia Bydgoszcz    | 11   | (1,3,3,1,3) |  |
| 5      | Piotr Pyszny              | ROW Rybnik           | 11   | (2,2,1,3,3) |  |
| 6      | Leonard Raba              | Kolejarz Opole       | 10   | (3,1,2,2,2) |  |
| 7      | Maciej Jaworek            | Falubaz Zielona Góra | 9    | (1,2,1,3,2) |  |
| 8      | Wojciech Żabiałowicz      | Apator Toruń         | 9    | (2,1,3,2,1) |  |
| 9      | Bogusław Nowak            | Stal Gorzów Wlkp.    | 6    | (1,3,1,1,0) |  |
| 10     | Tadeusz Wiśniewski        | Apator Toruń         | 5    | (0,1,2,1,1) |  |
| 11     | Włodzimierz Heliński      | Unia Leszno          | 4    | (0,1,d,d,3) |  |
| 12     | Roman Jankowski           | Unia Leszno          | 4    | (2,d,0,2,d) |  |
| 13     | Zdzisław Rutecki          | Polonia Bydgoszcz    | 4    | (2,w,2,0,u) |  |
| 14     | Lech Kędziora             | GKM Grudziądz        | 4    | (1,2,0,0,1) |  |
| 15     | Antoni Skupień            | ROW Rybnik           | 1    | (0,0,0,1,0) |  |
| 16     | Zenon Kasprzak            | Unia Leszno          | 0    | (d,d,–,–,–) |  |
| –      | rez. Wiesław Pawlak       | Falubaz Zielona Góra | 2    | (1,1)       |  |
| –      | rez. Stanisław Miedziński | Apator Toruń         | 0    | (0)         |  |

| Bieg | Czas (s) | 1.          | 2.          | 3.          | 4.            |
| 1    | 68,3     | Plech       | Rutecki     | Nowak       | Wiśniewski    |
| 2    | 68,4     | Raba        | Żabiałowicz | Proch       | Skupień       |
| 3    | 67,2     | Rembas      | Pyszny      | Jaworek     | Heliński      |
| 4    | 67,9     | Huszcza     | Jankowski   | Kędziora    | Kasprzak (d)  |
| 5    | 66,9     | Rembas      | Huszcza     | Raba        | Rutecki (w)   |
| 6    | 67,2     | Plech       | Jaworek     | Żabiałowicz | Jankowski (d) |
| 7    | 68,5     | Nowak       | Kędziora    | Heliński    | Skupień       |
| 8    | 67,9     | Proch       | Pyszny      | Wiśniewski  | Kasprzak (d)  |
| 9    | 68,5     | Żabiałowicz | Rutecki     | Pawlak      | Heliński (d)  |
| 10   | 68,4     | Plech       | Raba        | Pyszny      | Kędziora      |
| 11   | 68,3     | Proch       | Rembas      | Nowak       | Jankowski     |
| 12   | 68,0     | Huszcza     | Wiśniewski  | Jaworek     | Skupień       |
| 13   | 69,4     | Pyszny      | Jankowski   | Skupień     | Rutecki       |
| 14   | 67,8     | Huszcza     | Plech       | Proch       | Heliński (d)  |
| 15   | 67,5     | Jaworek     | Raba        | Nowak       | Miedziński    |
| 16   | 68,2     | Rembas      | Żabiałowicz | Wiśniewski  | Kędziora      |
| 17   | 68,6     | Proch       | Jaworek     | Kędziora    | Rutecki (u)   |
| 18   | 69,3     | Plech       | Rembas      | Pawlak      | Skupień       |
| 19   | 68,4     | Pyszny      | Huszcza     | Żabiałowicz | Nowak         |
| 20   | 69,0     | Heliński    | Raba        | Wiśniewski  | Jankowski (d) |
| Dod. | 68,4     | Rembas      | Huszcza     |             |               |